# Rethen
Rethen è una frazione (Ortsteil) della città di Laatzen, nel land della Bassa Sassonia, in Germania.

## Storia
Già comune autonomo nel circondario di Hannover, fu soppresso e incorporato a Laatzen il 1º marzo 1974.